# سردار كندي
سردار كندي هي قرية في مقاطعة ورزقان، إيران. عدد سكان هذه القرية هو 29 في سنة 2006.